# 罗定邦
MBE羅定邦（1912年—1996年8月13日），广东順德人，香港著名实业家。罗氏针织时装公司创始人。曾为罗氏国际集团主席、罗氏针织时装有限公司、恒益织造厂有限公司董事长。曾出任仁济医院总理、董事局副主席、顺德联谊会永远名誉会长、香港精武体育会会长等职。

## 生平
羅定邦創辦羅氏針織時裝、羅氏國際集團、羅氏地產，亦是堡獅龍創辦人 。
於1987年成立羅氏信託基金，大力推動慈善事業，回饋社會。1991年撥資700萬元創辦羅定邦中學，並奠定基金以推動教育事業為主的原則。同時設有有「羅定邦勵志獎學金」專門供前往內地或台灣升學港生申請。
1992年元旦，獲英女皇頒授M.B.E.勳銜。 
羅定邦於1996年8月13日去世，享年84歲，留下十億遺產，由次子羅蜀凱處理三分之一財產。到了2007年，孫女羅穎怡入稟高院，指二伯羅蜀凱只是財產受託人，要求交代帳目。羅蜀凱其後將家族其他成員全部列為被告，要求由法庭釐清父親意願書，揭發羅定邦另有一名失蹤兒子。

## 家族
妻子陳楚思，育有五子一女：
- 長子羅樂風 - 已脫離家族生意，1970年與妻子蔡玉清創辦晶苑集團[7]，兒子羅正達是香港賽駒「麻辣驫」馬主
- 次子羅蜀凱 - 遺產執行人，長女羅可欣及幼女羅可璇（時裝品牌bread n butter及Ztampz創辦人）[8]，子羅正杰，羅氏地產主席
- 三女羅嘉穗-2013年11月羅嘉穗以1.08億元，購入大角咀通州街103至105號
- 四子羅家寶 - 前中國基建投資有限公司（港交所：0600)主席及百樂集團主席，長女羅穎怡、兒子羅正雄[9]及幼女羅穎珊[10]
- 五子羅家聖 - 前堡獅龍大股東，2020年賣予李寧旗下非凡中國（佔80%）和姪子羅正杰（佔20%）
- 六子羅家駒 - 2013年創辦建灝地產集團。
  - 長女羅貝兒（1985年2月26日—2020年1月28日）已婚並育有一子，在南韓接受抽取脂肪手術期間意外身亡。  [11]
  - 幼女羅君兒於2015年4月一度被綁架，最後她成功逃脫  [12]

另有一名女子為羅定邦誕下一子：
- 七子羅家添 [13]

## 外部連結
- 羅氏慈善基金 （页面存档备份，存于）
- 羅氏慈善基金 Law's Charitable Foundation的Facebook專頁